# サラ忍マン (タレント)
サラ忍マン（さらにんまん）とは、忍者頭巾にスーツというアンバランスな格好で天神の街中に潜んでいる、福岡市在住の脱サラリーマン型不完全忍者。

Facebookにアップしているサラリーマンの哀愁を表現した写真や忍者が街中に溶け込むシュールな写真が新聞・ラジオ・テレビ等や海外のメディアで話題となり、全世界から注目を集めている。

## 概要
2012年、普段は福岡市のIT企業で、営業部統括マネージャーとしてまじめに働くサラリーマンだが、現役のサラリーマンを応援するため、営業の合間に写真を撮りアップしている。その写真が巷で話題となり、多方面で拡散され友達申請が急増。最近では新聞・ラジオ・テレビ等や海外のメディア「釜山日報」にも取り上げられている。
2013年3月12日、NHK おはよう日本で「福岡の話題のサラ忍マンの人気の秘密とは？」の特集が組まれて、日本全国に放送される。2013年4月9日には、NHK WORLD「NEWSLINE」にて「Salaryman to the Rescue」と題し、全世界へ放送された。
肥前夢街道のギネス記録保持者、頭目「剣源蔵」に弟子入りを認められ、九州忍者保存協会の福岡支部長に任命された、れっきとした「忍者」である。現在、永遠の上司「くのいちOL娘。」と共に活動をしている。その後、サラ忍マンの活動に専念するため、2013年5月に前述のIT企業を退職。現在は個人事業主として企業とのコラボ商品の開発や地域活性・社会貢献のPRイベント等に出演し活動している。
2016年、福岡商工会議所のパンフレットの表紙を飾り、2017年に、福岡県警察の飲酒運転撲滅ポスターに起用された。また同年の4月21日には、経済産業省本館で開催された「小規模事業 者持続化補助金成果発表会・交流会」に福岡商工会議所から推薦を受けて、サラ忍マンとしての姿で来省を果たした。

## 関連商品
各企業とのコラボレーション商品も販売されており、ドーナツ（サラ忍リング）やサラ忍マンらーめんなどのほか、出身地日向の特産品であるヘベズを使った味噌やウコンゼリー、明太子などが販売されている。また、久留米絣の頭巾、博多織のネクタイ、久留米籃胎漆器のバッチなど伝統工芸品や協賛社の商品を身に着け、それらの宣伝をおこなっている。
2018年に開催された、KOUGEI EXPO IN FUKUOKA「第35回 伝統的工芸品月間国民会議全国大会 in 福岡」では、サラ忍マンとくのいちOL娘。が、福岡県公認の伝統工芸品PR隊に抜擢された。

## PRキャラクター実績

### 2013
- モダンプロジェ｢20代から始められる不動産経営｣TVレギュラー出演

### 2014
- 福岡県｢子育て応援宣言企業 合同説明会＆就職応援フェア｣応援キャラクター
- 福岡中央郵便局｢平成27年度 年賀はがき引受開始セレモニー｣PRキャラクター

### 2015
- 九州忍者保存協会上忍福岡支部長
- 宮崎県日向市のへべす大使
- 福岡県主催｢まごころ製品 美味しいものグランプリ｣PRキャラクター
- ｢カラオケ JOYSOUND 博多駅前店｣広報担当

### 2016
- NPO法人はぁとスペース公認メッセンジャー
- 福岡市子ども虐待防止PRキャラクター
- ｢犬吉猫吉｣お散歩ウォッチング公認キャラクター
- トヨタカローラ福岡｢ルーミー｣CMキャラクター

### 2017
- ｢ファッションウィーク福岡 2017｣オフィシャルレポーター
- ｢博多デイトス｣リニューアル記念PR大使
- 映画｢忍びの国｣九州宣伝隊長
- awabar fukuoka 1日店長 vol.7 サラ忍マン
- ｢エアライズ｣アンバサダー
- ｢壱岐ウルトラマラソン｣応援隊長
- 福岡県公認伝統工芸品PR隊
- ｢あすばるフォーラム 2017｣盛り上げ隊長

### 2018
- カルビー47都道府県のポテトチップス｢福岡県:ごぼう天うどん｣WebCMキャラクター
- あさくら絆フェスティバル公式キャラクター
- 第11回ふくおか町村応援隊

### 2019
- Have a NICE FUKUOKA 公認PR忍者
- わんだふる！公式キャラクター
- 九州グルメ道グランプリナビゲーター
- ナツドッグ公認キャラクター
- 世界のカブトムシ＆クワガタ展2019アンバサダー
- RUGBY WORLD CUP 2019™ラグビー応援Twitterキャンペーン チーム福岡 応援アンバサダー

## 出演

### ＣＭ
- トヨタカローラ福岡「ＲＯＯＭＹ with サラ忍マン」(2016年〜・KBC九州朝日放送・FBS福岡放送・TNCテレビ西日本)
- 映画「忍びの国」インフォマーシャル 九州宣伝隊長 サラ忍マン(2017年・九州TBS系列局・RKB毎日放送)
- 『ラブ ジャパン プロジェクト：福岡県「ごぼう天うどん味」カルビーポテトチップス』(2018年・Calbee カルビー公式チャンネル)

### ラジオ番組
- 「二丁目お茶の間劇場」ヤフオクドーム中継リポーター(2018年5月6日〜2018年9月9日・RKBラジオ)
- 「ハピネスワールド」木曜レギュラーパーソナリティ(2018年12月6日〜2019年3月28日・Dreams FM)
- 「宮岡プラチナゲート～RKBからの挑戦状！」メインパーソナリティ(2019年4月6日〜2019年4月27日・RKBラジオ)

### 雑誌
- パコライフ(2013年2月7日号、3月7日号、7月4日号、7月11日号)
- 犬吉猫吉九州版(2015年7・8月号～2019年7・8月号)
- まるっと朝倉・うきは(2018年3月30日号)
- Have a NICE FUKUOKA(2019年02号～)

### テレビ番組
- 20代から始められる不動産経営(2013年8月〜・NIB長崎国際テレビ)
- 『スルーできない100人アンケート「任意同行」願えますか？』(2020年10月1日・日本テレビ系列の全国放送)

### カラオケ
- カラオケJOYSOUNDにて曲名「サラ忍マンは君だ！」本人映像配信中(2015年9月～)